# Lex Gabinia
La Lex Gabinia (detta anche Lex de piratis persequendis, da non confondersi con la Lex Gabinia tabellaria del 139 a.C., che prevedeva l'introduzione del voto segreto), proposta dal tribuno della plebe Aulo Gabinio, fu una legge romana approvata nel 67 a.C.

## Disposizioni
Questa legge concesse a Pompeo Magno i più ampi poteri possibili per condurre la guerra contro i pirati che ormai da decenni rendevano insicuro il Mediterraneo e le sue coste: massima libertà operativa, un'armata di 500 navi, 5.000 cavalieri e un totale di 120.000 armati. La legge passò grazie all'appoggio politico di Cesare e Cicerone, che, pur dichiarandosi consapevole della sua illegalità, la riteneva necessaria. Questa legge segnò una tappa fondamentale nel collasso del potere senatorio e della Roma repubblicana.